# Andrew Lauterstein
Andrew George Lauterstein, född 22 maj 1987 i Melbourne i Victoria, är en australisk simmare.
Lauterstein blev olympisk silvermedaljör på 4 × 100 meter medley vid sommarspelen 2008 i Peking.